# Kroyerina deborahae
Kroyerina deborahae is een eenoogkreeftjessoort uit de familie van de Kroyeriidae. De wetenschappelijke naam van de soort is voor het eerst geldig gepubliceerd in 1987 door Deets.